# Radmutterindikator

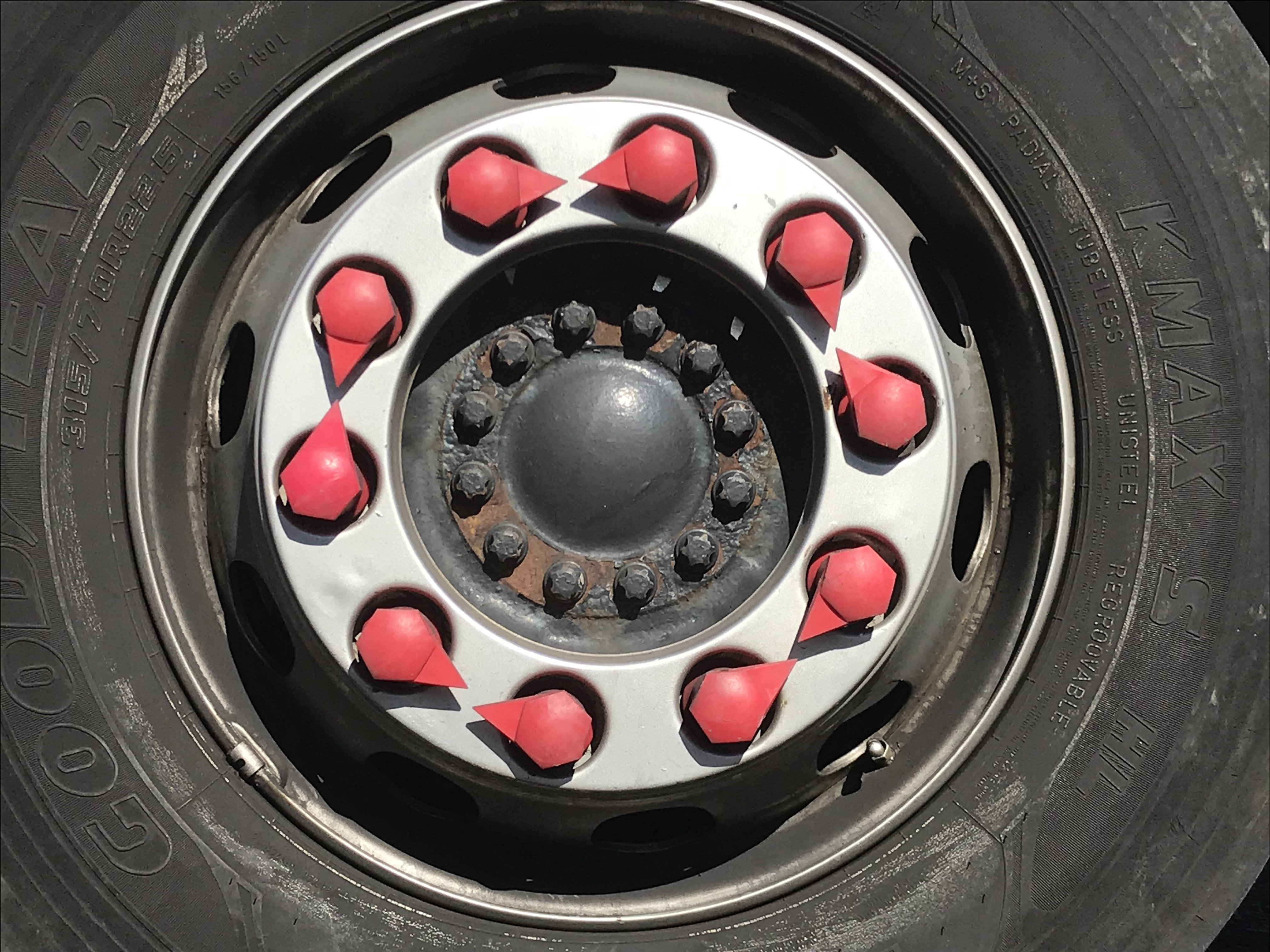
Radmutterindikatoren gibt es in zahlreichen Variationen. Sowohl Fahrer als auch Kontrollbehörden wie die Polizei können auf einen Blick erkennen, ob die Radmuttern gesichert sind.

Feste (links) und gelockerte (rechts) Radmuttern

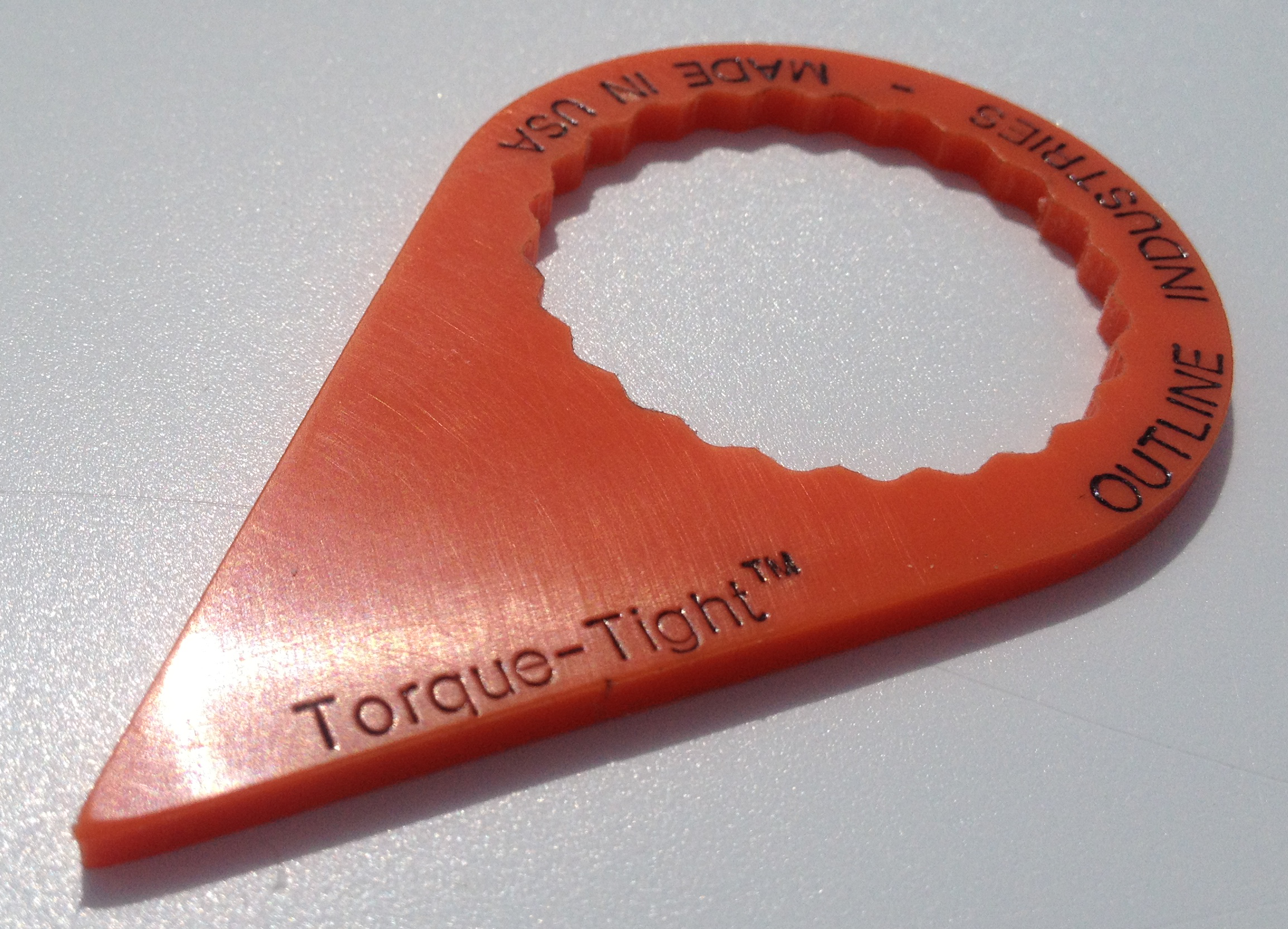
Radmutterindikator

Radmutterindikatoren dienen der Sicherung der Räder von Fahrzeugen, vornehmlich Lastkraftwagen (LKW), um Unfälle durch Lösen der Radmuttern zu verhindern. Sie sind einfach und ohne Werkzeug zu montieren. Jeder Fahrer eines LKW muss sich vor Fahrtantritt vom sicheren Zustand der Räder und der Bereifung vergewissern; dies verlangen Berufsgenossenschaften in ihren Unfallverhütungsvorschriften. Zeitdruck und Unwissenheit führen aber häufig dazu, dass diese Prüfungen nicht durchgeführt werden. Fast ein Drittel aller Fahrer kontrolliert nach den Ergebnissen einer in Großbritannien erstellten Studie die Radmuttern vor Fahrtantritt nicht. In einem Newsletter des deutschen Bundesverbandes für den Reifenhandel (BRV) von 2012 heißt es zur Relevanz des Sicherheitsaspektes: „Die Vorteile (...) liegen auf der Hand: Für den Fuhrparkleiter bedeuten sie eine erhebliche Erleichterung und Verkürzung der Kontrollrundgänge sowie eine Verbesserung der Wartung und Sicherheit der Flotte. Insgesamt erhöhen sie für alle Verkehrsteilnehmer, ob Fahrer, Fußgänger oder Flottenbesitzer, die Sicherheit auf den Straßen deutlich.“ Radmutterindikatoren sind in zahlreichen Varianten und Schlüsselweiten erhältlich. Sowohl Fahrer als auch Kontrollbehörden wie die Polizei können auf einen Blick erkennen, ob die Radmuttern gesichert sind.

## Geschichte
Im Jahr 1990 entwickelte Mike Marczynski als Verantwortlicher eines Nutzfahrzeug-Fuhrparks das Sicherungssystem für Radmuttern und vermarktete diese zunächst in Großbritannien unter dem Markennamen Checkpoint. Mittlerweile wird seine Erfindung in mehr als 90 Ländern auf 6 Kontinenten angeboten. Auch in Deutschland hat sich das Produkt durchgesetzt, und es sind immer häufiger LKW mit dem Sicherungssystem auf den Autobahnen zu sehen. Das ursprüngliche Sicherungsprodukt für lose Radmuttern, der Checkpoint, wurde durch weitere Produkte wie beispielsweise Dustite und Dustite LR ergänzt, die die Funktion eines Radmutterindikators mit einer Staubschutzkappe verbinden und somit zusätzlichen Korrosionsschutz für Bolzen und Muttern bieten.
Weitere Entwicklungen folgten: Radüberhitzung aufgrund von Problemen mit den Bremsen und/oder dem Kugellager stellt für Fahrzeugbetreiber ein häufiges Problem dar. Zur Lösung dieses Problems sowie zur Verbesserung der Sicherheit von Fahrzeugen, die die Produkte verwenden, wurden Indikatoren entwickelt, die mit einer Überhitzungsanzeige ausgestattet sind. Hierfür wurden spezifische Polymere verwendet, die sich bei erhöhten Temperaturen zunächst verformen und dann schmelzen. Speziell für die Bedürfnisse von Rettungswagen, bei denen das Fahr- und Bremsverhalten deutlich anders ist, wurden Radmutterindikatoren aus einem hochtemperaturfähigen Material entwickelt, deren Schmelzpunkt mit 165 °C um einiges höher liegt als der bei der Standardvariante (Schmelzpunkt bei ca. 125 °C).

## Gesetzliche Grundlagen
BGV D29 § 36 Zustandskontrolle – Mängel an Fahrzeugen:
Bei der BGV D 29 handelt es sich um die Unfallverhütungsvorschrift „Fahrzeuge“ der Berufsgenossenschaft (bisherige VBG 12). Hier heißt es: „(1) Der Fahrzeugführer hat vor Beginn jeder Arbeitsschicht die Wirksamkeit der Betätigungs- und Sicherheitseinrichtungen zu prüfen und während der Arbeitsschicht den Zustand des Fahrzeuges auf augenfällige Mängel hin zu beobachten. (2) Der Fahrzeugführer hat festgestellte Mängel dem zuständigen Aufsichtführenden, bei Wechsel des Fahrzeugführers auch dem Ablöser, mitzuteilen. Bei Mängeln, die die Betriebssicherheit gefährden, hat der Fahrzeugführer den Betrieb einzustellen.“
sowie: DGUV Grundsatz 314-002 (ehemals BGG 915) Punkt 2.2: Kontrolle von Fahrzeugen durch Fahrpersonal:
Hier heißt es unter Punkt 2 „Prüfpunkte für die Fahrzeugkontrolle vor Beginn der Arbeitsschicht“:
2.2 Felgen, Reifen und Federung
- Felgen/Radschüsseln sind ohne augenfällige Beschädigungen.
- Alle Radmuttern/-bolzen sind vorhanden, unbeschädigt und sitzen fest (Sichtprüfung).

## Gefahren im Straßenverkehr durch lose Radmuttern
Jede sich lösende Radmutter birgt die Gefahr, dass sich das Rad sukzessive löst oder sogar abfällt. Das kann zu Sach- oder Personenschäden bis hin zu Todesfällen führen.
Die nachfolgende Tabelle zeigt die Wahrscheinlichkeit eines Vorfalls aufgrund von sich lösenden Radmuttern für Unternehmen (z. B. Speditionen) unter Berücksichtigung von Anzahl der Fahrzeuge, Anzahl der Einsatzstunden pro Tag bzw. Woche (z. B. bei Schichtbetrieb).
| Anzahl der Fahrzeuge (Stück) | Anzahl der Stunden/Tag im Einsatz | Anzahl der Tage pro Woche im Einsatz | Anzahl der Vorfälle (Hochrechnung)                    |
| ---------------------------- | --------------------------------- | ------------------------------------ | ----------------------------------------------------- |
| 10                           | 8                                 | Mo.–Fr. (5 Tage)                     | 1 Vorfall/Jahr                                        |
| 10                           | 24                                | Mo.–Fr. (5 Tage)                     | 3 Vorfälle/Jahr                                       |
| 10                           | 24                                | 7 Tage                               | 5 Vorfälle/Jahr                                       |
| 100                          | 24                                | 7 Tage                               | 50 Vorfälle/Jahr = 1 Vorfall/Woche                    |
| 1000                         | 24                                | 7 Tage                               | 500 Vorfälle/Jahr = 10 Vorfälle/Woche > 1 Vorfall/Tag |

Weitere Einflussfaktoren:
- wechselnde Fahrer auf einem Fahrzeug
- Dauer der Fahrstrecke (Langstrecke, Pendelverkehr u. ä.)
- eigene Werkstatt
- regelmäßige Kontrollen (z. B. durch Werkstatt)
- Fahrverhalten
- Einsatzgebiet (z. B. Baustellen, Autobahn)

Auszüge der Ergebnisse der in Großbritannien erstellten Studie „Heavy Vehicle Wheel Detachment: Frequency of occurrence, current best practice and potential solutions“, die auf zahlreichen Untersuchungen im United Kingdom (UK) basiert:
| Vorfälle und Konsequenzen: | Durchschnittliche Häufigkeit pro Jahr |
| --- | ------------------------------------- |
| Probleme mit losen und fehlenden Radmuttern insgesamt (wobei auch beschädigte Radmuttern sowie beschädigte Radbolzen berücksichtigt wurden) | Zwischen 7.500 und 11.000             |
| Radverlust (Anzahl der Vorfälle insgesamt)                                                                                                  | Zwischen 150 und 400                  |
| Sachschäden aufgrund von Radverlust | Zwischen 50 und 134                   |
| Personenschaden / Verletzungen aufgrund von Radverlust                                                                                      | Zwischen 10 und 27                    |
| Todesfälle aufgrund von Radverlust | Zwischen 3 und 7                      |

Die Anzahl der Vorfälle, die nicht einwandfrei der Ursache „lose Radmuttern“ zugeordnet werden oder nicht bekannt werden und damit auch nicht in den amtlichen Statistiken auftauchen, werden die vorgenannten Zahlen höchstwahrscheinlich noch erhöhen.
Im Rahmen dieser Studie wurden auch die Fahrer repräsentativ befragt.
Die Ergebnisse lauten:
- lediglich 76 % der Fahrer führen täglich ihre Kontrollen durch
- 68 % der Fahrer überprüfen die Radmuttern bei ihrem Kontrollgang
- 2 % der Fahrer führen niemals Routinekontrollen durch
- 33 % der Fahrer wusste nicht, wie oft die Radmuttern überprüft wurden
- 50 % der Fahrer ziehen die Radmuttern nach einem Reifenwechsel nicht nach

## Arbeitsweise

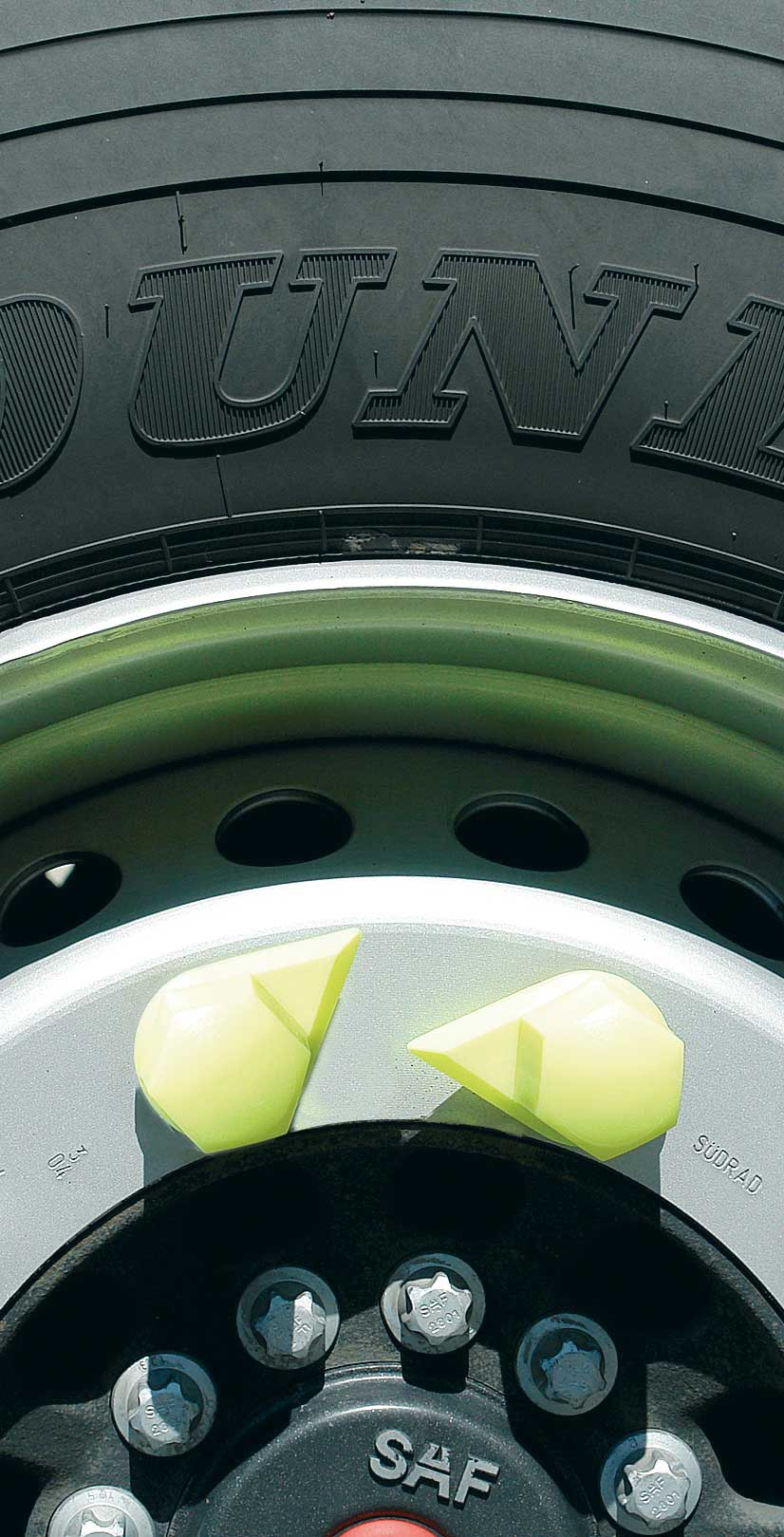
Spitzen zeigen nicht mehr zueinander = Radmuttern sind in Bewegung.

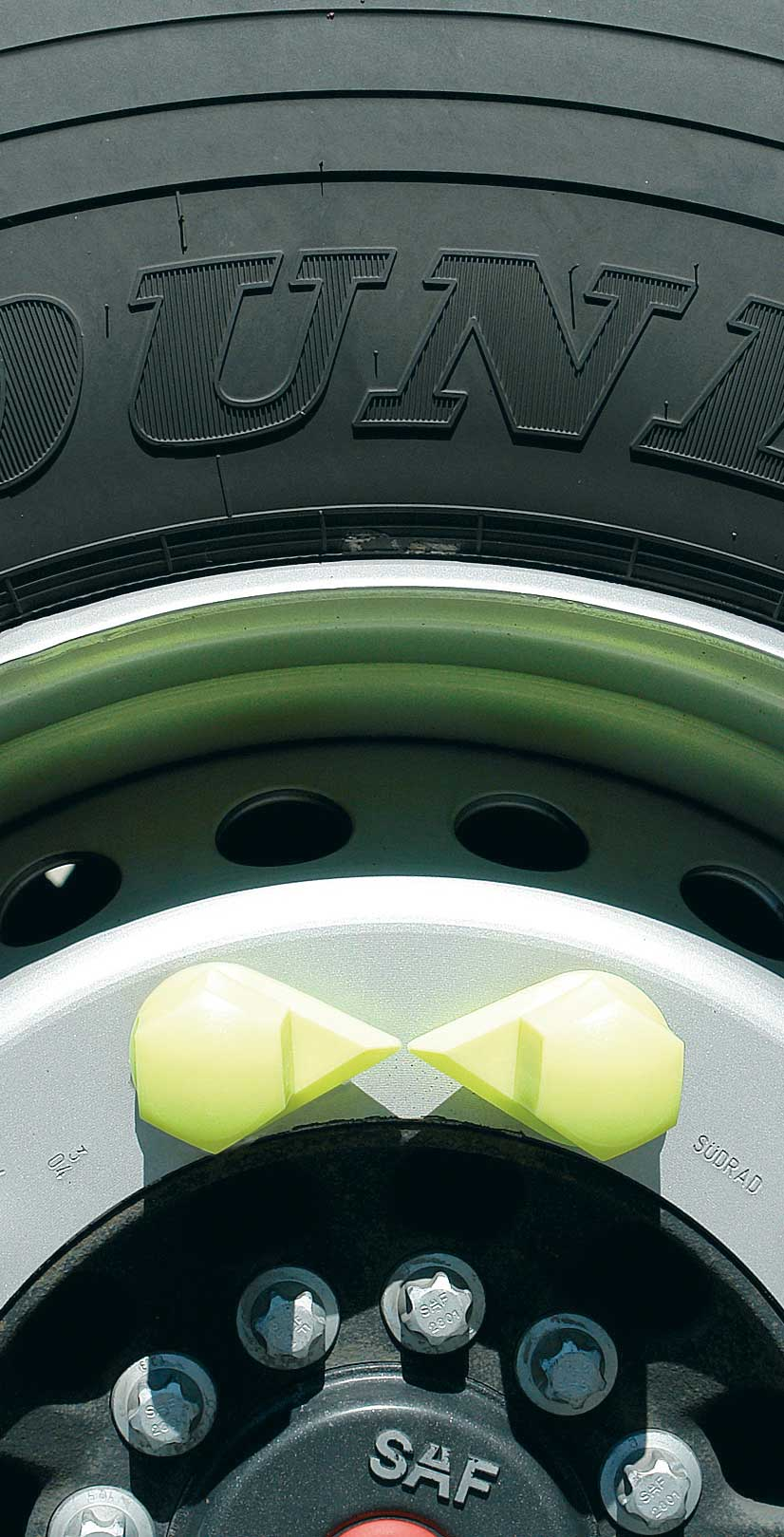
Spitzen zeigen zueinander = Radmuttern sind fest

Zwei Checkpoint / Dustite / Dustite LR werden derart auf zwei benachbarte Radmuttern angebracht, sodass die jeweiligen Indikatorenspitzen aufeinander zeigen (s. Abbildung oben). Sollte sich eine Radmutter lösen, bewegt sich der Zeiger entsprechend der Bewegung der Radmutter, d. h. die Spitzen zeigen nicht mehr aufeinander. Die Radmutterindikatoren erlauben nicht nur eine schnelle und effiziente Kontrolle der Räder durch das Fahrpersonal, sondern auch durch die Kontrollbehörden. Darüber hinaus lässt sich mit einem Foto (einschl. Datumsangabe) die Kontrolle einfach dokumentieren.

## Produktbeschreibungen
Die Radmutter-Sicherheitsprodukte können in drei Hauptkategorien eingeteilt werden: Indikatoren, Indikatoren mit Positionshalterfunktion und Positionshalter.
| Checkpoints |
| Dustites    |
| Dustites LR |
| Checklink   |
| Checklock   |

## Einsatzbereiche
Grundsätzlich sind die Radmutterindikatoren für Nutzfahrzeugtypen aller Art konzipiert. Durch die unterschiedlichen Größen können sie vom Kombi-Fahrzeug bis zum Schwerlast-Auflieger eingesetzt werden:
- LKW
- Reise-/Omnibusse bzw. öffentliche Verkehrsmittel
- Rettungsdienste (spezielles hochtemperaturfähiges Material)
- Polizei und Kontrollbehörden
- Gefahrgut transportierende Fahrzeuge
- Landwirtschaftliche Fahrzeuge, Traktoren
- Geländewagen und SUVs
- Baustellen-Fahrzeuge

Radmutterindikatoren sind aber nicht ausschließlich an Fahrzeugen einsetzbar, sondern werden weltweit auch im industriellen Bereich verwendet wie beispielsweise
- auf Pipelines im Meer
- auf Windmühlen
- an Fließbändern
- an Kränen

Radmutterindikatoren dienen also nicht nur der Sicherheit und Kontrolle von Fahrzeugen, sondern auch aller möglichen Arten von Maschinen, Geräten und Anlagen, die einer hohen Belastung, Abnutzung und Vibration ausgesetzt und im ständigen Einsatz sind.